# Беловеђи барски петлић
Беловеђи барски петлић (Poliolimnas cinereus) је врста птице из породице барских кока (Rallidae).
Насељава Аустралију, Брунеј, Камбоџу, Фиџи, Хонг Конг, Индонезију, Јапан, Индију, Малезију, Микронезију, Нову Каледонију, Палау, Папуа Нову Гвинеју, Филипине, Самоу, Сингапур, Соломонова острва, Тајланд и Вануату.
Природно станиште врсте су суптропске и тропске шуме мангрова. Ивоџимска барска кока, подврста чија валидност није дефинитивно потврђена и која је насељавала Иво Џиму, изумрла је.